# Grotella binda
Grotella binda är en fjärilsart som beskrevs av Barnes 1907. Grotella binda ingår i släktet Grotella och familjen nattflyn. Inga underarter finns listade i Catalogue of Life.